# Aire d'attraction de Bourbon-Lancy
L'aire d'attraction de Bourbon-Lancy est un zonage d'étude défini par l'Insee pour caractériser l’influence de la commune de Bourbon-Lancy sur les communes environnantes. Publiée en octobre 2020, elle se substitue à l'aire urbaine de Bourbon-Lancy, qui comportait 5 communes dans le zonage de 2010.

## Définition
L'aire d'attraction d'une ville est composée d’un pôle, défini à partir de critères de population et d’emploi ainsi que d’une couronne constituée des communes dont au moins 15 % des actifs travaillent dans le pôle. Le pôle d’attraction constitue ainsi un point de convergence des déplacements domicile-travail,.

## Géographie
L’aire d'attraction de Bourbon-Lancy est une aire inter-régionale qui comporte 12 communes : 10 situées en Saône-et-Loire, 1 dans l'Allier et 1 dans la Nièvre. 

### Carte

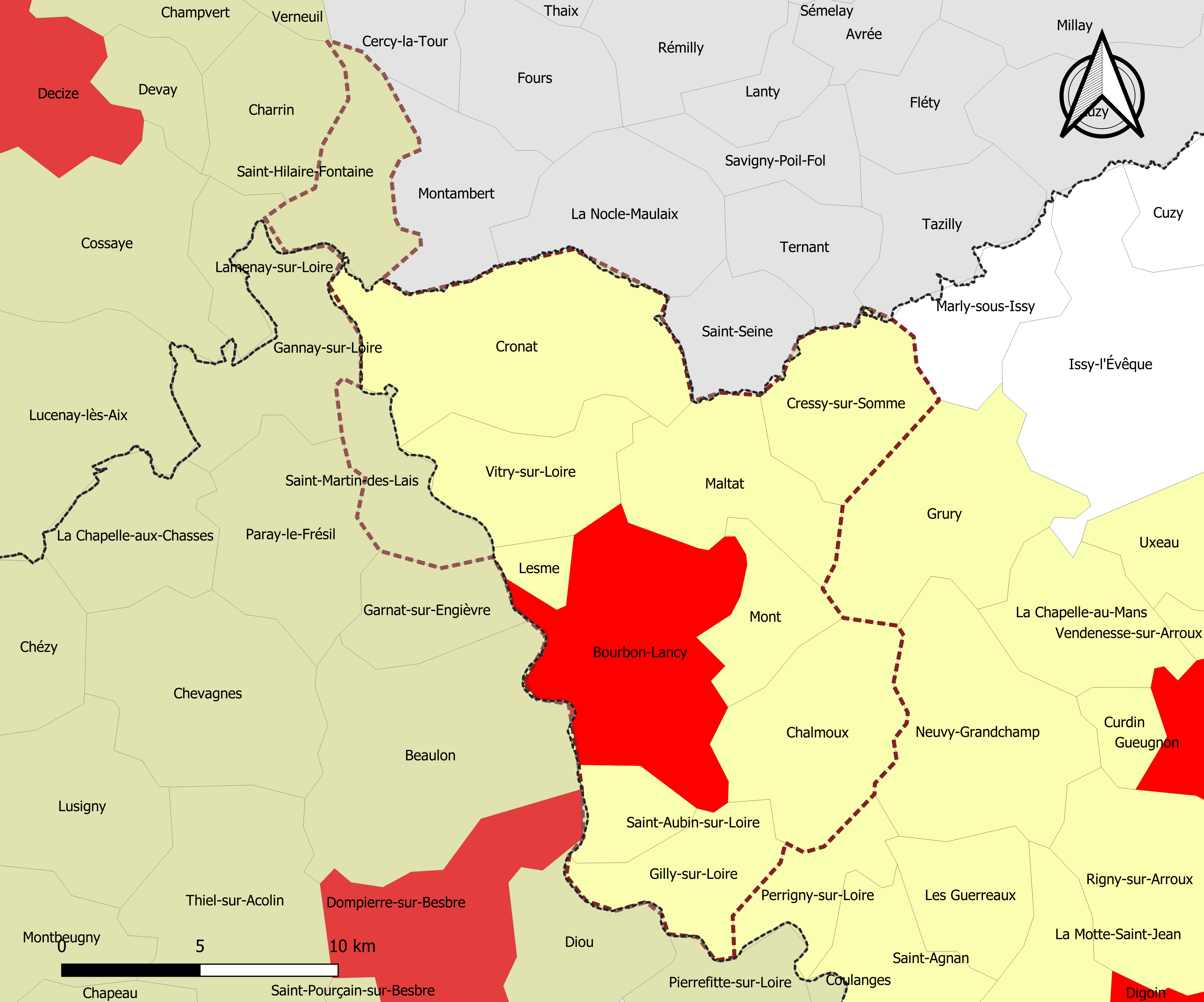
Carte de l'aire d'attraction de Bourbon-Lancy.
Commune-centre
Commune de la couronne

### Composition communale
| Nom                            | Code Insee | Département    | Statut                 | Superficie (km2) | Population (dernière pop. légale) | Densité (hab./km2) | Modifier                                    |
| ------------------------------ | ---------- | -------------- | ---------------------- | ---------------- | --------------------------------- | ------------------ | ------------------------------------------- |
| Bourbon-Lancy (commune-centre) | 71047      | Saône-et-Loire | commune-centre         | 55,73            | 4 656 (2022)                      | 84                 | modifier les données · modifier les données |
| Saint-Martin-des-Lais          | 03245      | Allier         | commune de la couronne | 18,25            | 125 (2022)                        | 6,8                | modifier les données · modifier les données |
| Saint-Hilaire-Fontaine         | 58245      | Nièvre         | commune de la couronne | 23,37            | 171 (2022)                        | 7,3                | modifier les données · modifier les données |
| Chalmoux                       | 71075      | Saône-et-Loire | commune de la couronne | 38,47            | 636 (2022)                        | 17                 | modifier les données · modifier les données |
| Cressy-sur-Somme               | 71152      | Saône-et-Loire | commune de la couronne | 28,13            | 174 (2022)                        | 6,2                | modifier les données · modifier les données |
| Cronat                         | 71155      | Saône-et-Loire | commune de la couronne | 60,62            | 510 (2022)                        | 8,4                | modifier les données · modifier les données |
| Gilly-sur-Loire                | 71220      | Saône-et-Loire | commune de la couronne | 22,63            | 475 (2022)                        | 21                 | modifier les données · modifier les données |
| Lesme                          | 71255      | Saône-et-Loire | commune de la couronne | 5,08             | 173 (2022)                        | 34                 | modifier les données · modifier les données |
| Maltat                         | 71273      | Saône-et-Loire | commune de la couronne | 31,35            | 280 (2022)                        | 8,9                | modifier les données · modifier les données |
| Mont                           | 71301      | Saône-et-Loire | commune de la couronne | 16,18            | 168 (2022)                        | 10                 | modifier les données · modifier les données |
| Saint-Aubin-sur-Loire          | 71389      | Saône-et-Loire | commune de la couronne | 10,86            | 267 (2022)                        | 25                 | modifier les données · modifier les données |
| Vitry-sur-Loire                | 71589      | Saône-et-Loire | commune de la couronne | 27,38            | 423 (2022)                        | 15                 | modifier les données · modifier les données |

## Démographie
Cette aire est catégorisée dans les aires de moins de 50 000 habitants, une catégorie qui regroupe 12,2 % de la population au niveau national.